# Sur (Literaturzeitschrift)

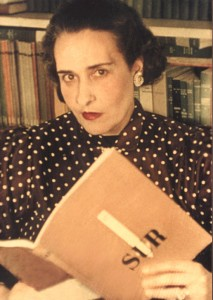
Victoria Ocampo mit einer Ausgabe der Sur, 1931

Sur (dt. Süden) war eine argentinische Literaturzeitschrift, die zwischen 1931 und 1992 veröffentlicht wurde.

## Geschichte
Die Zeitschrift Sur wurde von der argentinischen Schriftstellerin und Verlegerin Victoria Ocampo gegründet und prägte insbesondere in der Hochphase bis Ende der 1960er Jahre die lateinamerikanische Geistesgeschichte. Von Beginn an haben berühmte Autoren Beiträge in der Zeitschrift veröffentlicht, darunter Jorge Luis Borges,  Adolfo Bioy Casares, José Bianco, Walter Gropius und Silvina Ocampo. Neben literarischen Themen wurden auch zentrale politische Ereignisse des Zwanzigsten Jahrhunderts wie der Spanische Bürgerkrieg, der Zweite Weltkrieg, die Verwerfungen des Kalten Krieges und trotz Zensurversuchen in beeindruckender Konsequenz auch die Diktaturen Lateinamerikas behandelt. Nach Ocampos Tod im Jahr 1979 erschienen nur noch 67 Ausgaben, bevor die Zeitschrift 1992 mit der Nummer 371 eingestellt wurde.